# 六張犁 (臺中市)
六張犁，是臺灣臺中市大雅區的一個傳統地域名稱，位於該區中部偏西北。相較於今日行政區，其範圍大致為六寶里東南部（略為中央圳支線以東南地區）。

## 歷史
台灣清治末期至日治初期，六張犁地區為一街庄，稱為「六張犁庄」，隸屬於捒東下堡。該庄西北與埔仔墘庄為鄰，東北與山皮庄為鄰，東南邊為下員林庄、上橫山庄，西南邊為十三藔庄。
1901年（日治明治三十四年）11月，全台廢縣廳改設二十廳，該庄隸屬於臺中廳。1903年（明治三十六年）6月，該庄編入「埧雅區」，仍隸屬於臺中廳。1909年（明治四十二年）10月，合併二十廳為十二廳，埧雅區隸屬不變。1920年（大正九年），全台地方制度大改正，廢十二廳改設五州二廳，該庄改制為「六張犁」大字，隸屬於臺中州豐原郡大雅庄。
戰後大雅庄改制為大雅鄉，隸屬於臺中縣，大字亦改制為村。1950年10月，中、彰、投分治，大雅鄉仍隸屬臺中縣。2010年12月，臺中縣市合併為直轄臺中市，大雅鄉改制為大雅區，村亦改制為里。

## 聚落
本地區有六張犁聚落。

## 交通
省道台10線（中清路四段）是臺中港至豐原的幹道，大致以西北—東南走向經過六張犁地區中部。由該道路向西北可前往沙鹿、清水並止於省道台17線路口，向東南可前往大雅市區、神岡東南部、豐原並止於省道台13線路口。

## 學校
- 六寶國小（東南半部）